# Huimin (Hohhot)

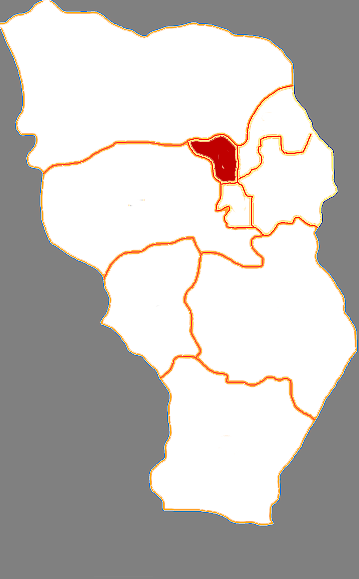
Lage Huimins in Hohhot

Huimin (chinesisch 回民区, Pinyin Huímín Qū – „Stadtbezirk der Hui“; mongolisch ᠬᠣᠳᠣᠩ ᠠᠷᠠᠳ ᠤᠨ ᠲᠣᠭᠣᠷᠢᠭ Qotoŋ Arad-un toɣoriɣ) ist ein ethnischer Stadtbezirk der bezirksfreien Stadt Hohhot, der Hauptstadt des Autonomen Gebietes Innere Mongolei in der Volksrepublik China. Er hat eine Fläche von 175 km² und zählt ca. 220.000 Einwohner. 
Koordinaten: 40° 48′ N, 111° 37′ O